# Conjugatophyceae
Conjugatophyceae (Zygnematophyceae), razred parožina. Postoji blizu 4 000 priznatih vrsta. Podijeljen je na tri reda unutar dva podrazreda. Najnoviji podrazred, red, porodica i rod nastali su 2019. isključivanjem aerofitne (epifitne) vrste Spirotaenia muscicola iz roda Spirotaenia u novi monotipični rod Spirogloea s vrstom Spirogloea muscicola.

## Podrazredi i redovi
1. Spirogloeophycidae Melkonian, Gontcharov & Marin
  1. Spirogloeales Melkonian, Gontcharov & Marin
2. Zygnematophycidae Melkonian, Gontcharov & Marin, 2019
  1. Desmidiales C.E.Bessey
  2. Zygnematales C.E.Bessey